# شهرستان چیاوجیا
شهرستان چیاوجیا (به لاتین: Qiaojia County) یک منطقهٔ مسکونی در چین است که در ژاوتونگ واقع شده‌است. شهرستان چیاوجیا ۳٬۲۴۵ کیلومتر مربع مساحت و ۵۲۰٬۰۰۰ نفر جمعیت دارد.